# Rain on the Roof
"Rain on the Roof" is een nummer van de Amerikaanse band The Lovin' Spoonful. Het verscheen op hun album Hums of the Lovin' Spoonful uit 1966. In oktober van dat jaar werd het uitgebracht als de eerste single van het album.

## Achtergrond
"Rain on the Roof" is geschreven door zanger John Sebastian en geproduceerd door Erik Jacobsen. Sebastian schreef het nummer nadat hij op een avond met zijn vrouw naar de regen die op het dak van zijn appartement viel luisterde. In het lied wordt er dan ook gezongen over twee geliefden die naar het vallen van de regen luisteren.
"Rain on the Roof" is geschreven in de Mixolydische toonladder. Sebastian en Zal Yanovsky wisselen het gitaarspel in het nummer af. Ook bespeelt Sebastian een Keltische harp. Bassist Steve Boone vertelde later dat hij "gehypnotiseerd" was door het gitaarspel van zijn bandgenoten - hij noemde het "muziek uit de hemel". In de demoversie werd de zang afgewisseld door Sebastian, Yanovsky en drummer Joe Butler, maar in de uiteindelijke opname is alleen Sebastian als zanger te horen.
De bandleden wisten niet zeker of "Rain on the Roof" als single moest worden uitgebracht, aangezien hun vorige single "Summer in the City" een steviger geluid had dan voorgaande singles. Vooral Boone en Butler vonden dat een terugkeer naar een zachter geluid de nieuwe fans van de band weer weg zou jagen. Sebastian vond echter dat zij juist veel liedjes met een ander geluid uit moest brengen, zodat er een andere dimensie aan de muziek van de band werd toegevoegd.
"Rain on the Roof" werd in oktober 1966 uitgebracht als single. Het behaalde de tiende plaats in de Amerikaanse Billboard Hot 100, de zesde opeenvolgende single van The Lovin' Spoonful die in deze lijst de top tien behaalde. Het kwam niet in de Britse UK Singles Chart terecht, maar behaalde wel nipt de top 50 in de hitlijst van het tijdschrift Melody Maker. In Nederland piekte het nummer op de elfde plaats in de Top 40 en de dertiende plaats in de Parool Top 20.

## Hitnoteringen

### Nederlandse Top 40
| Hitnotering: 05-11-1966 t/m 24-12-1966 | Hitnotering: 05-11-1966 t/m 24-12-1966 | Hitnotering: 05-11-1966 t/m 24-12-1966 | Hitnotering: 05-11-1966 t/m 24-12-1966 | Hitnotering: 05-11-1966 t/m 24-12-1966 | Hitnotering: 05-11-1966 t/m 24-12-1966 | Hitnotering: 05-11-1966 t/m 24-12-1966 | Hitnotering: 05-11-1966 t/m 24-12-1966 | Hitnotering: 05-11-1966 t/m 24-12-1966 | Hitnotering: 05-11-1966 t/m 24-12-1966 |
| Week                                   | 1                                      | 2                                      | 3                                      | 4                                      | 5                                      | 6                                      | 7                                      | 8                                      |                                        |
| -------------------------------------- | -------------------------------------- | -------------------------------------- | -------------------------------------- | -------------------------------------- | -------------------------------------- | -------------------------------------- | -------------------------------------- | -------------------------------------- | -------------------------------------- |
| Nummer                                 | 35                                     | 28                                     | 19                                     | 12                                     | 11                                     | 17                                     | 25                                     | 31                                     | uit                                    |

### Parool Top 20
| Hitnotering: 12-11-1966 t/m 17-12-1966 | Hitnotering: 12-11-1966 t/m 17-12-1966 | Hitnotering: 12-11-1966 t/m 17-12-1966 | Hitnotering: 12-11-1966 t/m 17-12-1966 | Hitnotering: 12-11-1966 t/m 17-12-1966 | Hitnotering: 12-11-1966 t/m 17-12-1966 | Hitnotering: 12-11-1966 t/m 17-12-1966 | Hitnotering: 12-11-1966 t/m 17-12-1966 |
| Week                                   | 1                                      | 2                                      | 3                                      | 4                                      | 5                                      | 6                                      |                                        |
| -------------------------------------- | -------------------------------------- | -------------------------------------- | -------------------------------------- | -------------------------------------- | -------------------------------------- | -------------------------------------- | -------------------------------------- |
| Nummer                                 | 17                                     | 14                                     | 15                                     | 13                                     | 15                                     | 17                                     | uit                                    |

### NPO Radio 2 Top 2000
| Nummer met noteringen in de NPO Radio 2 Top 2000 | '00  | '01 | '02  |
| ------------------------------------------------ | ---- | --- | ---- |
| Rain on the Roof                                 | 1854 | -   | 1738 |

1. ↑  Een '-' betekent dat het nummer niet was genoteerd en een vetgedrukt getal geeft de hoogste notering aan.
2. ↑  2000 was het eerste jaar met een notering voor dit nummer.
3. ↑  Deze tabel is bijgewerkt tot en met de laatste editie (2024).